# Lisie Jamy (Pisz)
Lisie Jamy (deutsch Lischijami, 1938 bis 1945 Abbau Dorren) ist ein Ort in der polnischen Woiwodschaft Ermland-Masuren, der zur Gmina Pisz (Stadt- und Landgemeinde Johannisburg) im Powiat Piski (Kreis Johannisburg) gehört.

## Geographische Lage
Lisie Jamy liegt in der östlichen Woiwodschaft Ermland-Masuren, elf Kilometer nördlich der Kreisstadt Pisz (deutsch Johannisburg).

## Geschichte
Die heutige kleine Forst-/Waldsiedlung bestand vor 1945 nur aus ein paar kleinen Gehöften. Sie war ein Wohnplatz innerhalb der Landgemeinde Sdorren (1938 bis 1945 Dorren, polnisch Zdory) und gehörte zum Kreis Johannisburg im Regierungsbezirk Gumbinnen (1905 bis 1945: Regierungsbezirk Allenstein) in der preußischen Provinz Ostpreußen. Vom Ortszentrum Sdorren lag Lischijamy zweieinhalb Kilometer in nordöstlicher Richtung entfernt.
Im Jahr 1905 zählte der Ort 34 Einwohner in fünf Wohnhäusern. Am 3. Juni (amtlich bestätigt am 16. Juli) 1938 wurde Lischijamy in „Abbau Dorren“ umbenannt.

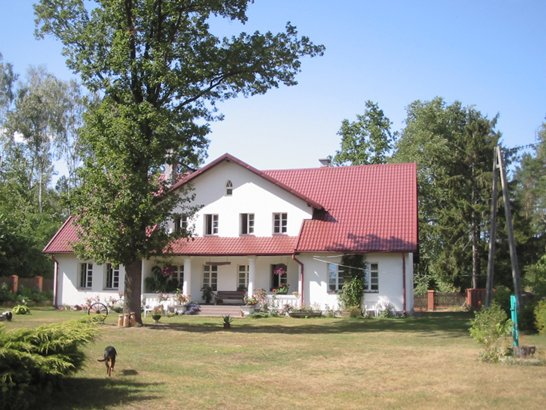
Forsthaus Lisie Jamy

In Kriegsfolge kam der kleine Ort 1945 mit dem gesamten südlichen Ostpreußen zu Polen und erhielt die polnische Namensform „Lisie Jamy“. Heute ist er eine Ortschaft im Verbund der Stadt- und Landgemeinde Pisz (Johannisburg) im Powiat Piski (Kreis Johannisburg), bis 1998 der Woiwodschaft Suwałki, seitdem der Woiwodschaft Ermland-Masuren zugehörig.

## Religionen
Lischijamy war bis 1945 in die evangelische Kirche Adlig Kessel in der Kirchenprovinz Ostpreußen der Kirche der Altpreußischen Union sowie in die römisch-katholische Kirche in Johannisburg im damaligen Bistum Ermland eingepfarrt.
Heute gehört Lisie Jamy katholischerseits zur Pfarrei Kociołek Szlachecki im Bistum Ełk der Römisch-katholischen Kirche in Polen.
Die evangelischen Einwohner halten sich zur Kirchengemeinde in der Kreisstadt Pisz in der Diözese Masuren der Evangelisch-Augsburgischen Kirche in Polen.

## Verkehr
Lisie Lamy ist nur auf einem durch den Forst verlaufenen Landweg von Zdory (Sdorren, 1938 bis 1945 Dorren) zu erreichen. 